# Daniel Raba
Daniel Raba Antolín (ur. 29 października 1995 w Santander) – hiszpański piłkarz występujący na pozycji skrzydłowego w CD Leganés.